# Winton (Nouvelle-Zélande)
Winton est une petite ville rurale de Nouvelle-Zélande sise dans la province méridionale de Southland. 

## Situation
La ville est à 30 km au nord d'Invercargill et à 50 km au sud de Lumsden.

## Toponymie
Elle doit son nom à un éleveur de bétail du nom de Thomas Winton qui y avait un domaine dans les années 1850.

## Histoire
À la fin du XIXe siècle, l'endroit est un arrêt de chemin de fer. Winton prend son essor dans les années 1900, grâce à l'élevage de moutons et notamment à l'engraissement d'agneaux. Plus tard, l'élevage de vaches laitières prend le dessus. Elle profite aussi de l'industrie du phormium et de scieries. Aujourd'hui, Winton est une ville de services pour les agriculteurs qui habitent alentour.

## Accès
La route State Highway 6/SH 6 passe à travers la ville sur son trajet pour aller de la ville de Queenstown à celle d’Invercargill. 
La route State Highway 96/SH 96 (en), est une route régionale mais de type highway, reliant l’est, en venant de la ville de Mataura à l’ouest jusqu’à la ville de Ohai.
Winton était autrefois une station de jonction du chemin de fer, mais elle n’est plus desservie par aucun train.
Le 22 février 1871, une ligne de chemin de fer venant d’Invercargill fut ouverte vers Winton, construite au standard international: Écartement des rails de 1,435 mm.
Ceci constitua l’extension la plus distale du “ Southland's standard gauge network”, et la section suivante vers ‘Caroline’ fut construite à l’Écartement des rails dite  Voie étroite«New Zealand's national», RailGauge=3 ft6 in .
Cette extension ouvrit le 20 octobre 1875, se terminant à Winton mais 2 mois plus tard, la ligne de retour à Invercargill fut convertie à l‘écartement 1 067 mm.
La ligne se développa à partir de la branche de Kingston (en).
En 1883, un tramway de bush (en) fut construit vers l’est à partir de Winton, et en 1890, fut reconstruite au standard actuel des embranchements des chemins de fer et ouverte le 17 juillet 1899sous le nom de la branche de Hedgehope (en) .
Cela fit de Winton une jonction du chemin de fer, et la ville fonctionna dans cette capacité jusqu'au 1er janvier 1968, quand la branche de Hedgehope ferma .
La ligne de Kingston fut alors l’une des lignes les plus importantes du pays, puis déclina durant les années 1970 et pour la plus grande partie et ferma le 13 décembre 1982, comprenant la portion passant à travers la ville de Winton. 
Aujourd'hui, peu de chose ne restent du chemin de fer au niveau de la ville de Winton, bien que son parcours puisse être discerné dans le paysage.

## Démographie
La ville de Winton avait une population de 2 211 habitants lors du recensement de 2013 en Nouvelle-Zélande.

## Climat
Le climat de la ville de Winton est tempéré. 
Il est généralement plus chaud, plus sec et plus calme que celui d’Invercargill  ou que celui du district côtier du Southland.
Il y a une grande probabilité de pluies dans la ville de Winton, même lors des mois les plus secs.
Selon Köppen et Geiger, ce climat est classé comme de type océanique.
La moyenne annuelle des températures dans Winton est de 9,9 °C et dans une année, la moyenne des chutes de pluie est de 912 mm.
Le mois le plus sec est celui d’août, avec 55 mm de pluie.
La plus grande quantité de précipitations survient en janvier, avec une moyenne de 97 mm. 
Janvier est aussi le mois le plus chaud de l’année avec une température atteignant en moyenne 14,5 °C. 
La moyenne la plus basse avec une valeur moyenne des températures dans l’année survient en juillet, quand elle tourne autour de 4,8 °C. 
Il y a une différence de 41 mm de précipitations entre les mois les plus secs et les plus humides.
La variation des températures à travers toute l’année est de 9,7 °C.

## Activités économiques
L’économie du district fut basée sur le développement de l’élevage des moutons et l’engraissement des agneaux dans les premières années jusque vers 1900. 
Plus tard, l’élevage laitier devint la base de l’économie, bien que la ville possède aussi des scieries et une industrie du lin.
Aujourd’hui, l’économie de la ville de Winton est basée sur les services pour l’agriculture à destination des fermiers locaux et le commerce, mais il s’agit aussi d’une ville d’étape pour les voyageurs sur le trajet de la route nationale allant de la ville d’Invercargill à celle de Queenstown. 

## Évolution
Sa population n’est pas en déclin, en partie parce que les fermiers s’y retirent volontiers, attirés par le climat, qui est plus chaud, plus sec et surtout plus calme qu’à Invercargill ou dans le district côtier du Southland .
L’augmentation de la population a aussi été guidée par l’afflux des travailleurs dans les laiteries, qui ont migré avec leurs familles à partir de régions telles que les Philippines et la Hollande.
Les employeurs locaux, les centres de culte et les écoles ont aussi accueilli ces nouveaux membres de la communauté .

## Éducation
Winton fournit à la ville et aux zones, qui l’entoure des écoles maternelles, primaires et secondaires,  mais il n’y a pas d’école supérieure dans la ville de Winton. 

### Supérieur
Les étudiants du Tertiaire ont le choix entre de nombreuses possibilités à travers toute la Nouvelle-Zélande. 
Le SIT (en) est situé à Invercargill, et l’ Université d'Otago et l’école Otago Polytechnic (en) sont situés à 200 km dans la direction de Dunedin. 
Ces3 écoles supérieures sont les options les plus fréquemment adoptées par les étudiants de Winton.

### Secondaire
Le “ Central Southland College” est la seule école secondaire de Winton. 
Il reçoit les élèves d’une large zone d’influence dans la région du “Centre du Southland”, comprenant les petites villes et en particulier celles de Winton, Otautau, Nightcaps, Ohai, Dipton, et Hedgehope, toutes ayant d’importantes zones agricoles.
La plupart des étudiants se déplaçant pour aller à l’école avec des bus scolaires gratuits. 
La communauté scolaire consiste en approximativement 12 % d’élèves d’origine maori.
Après les heures de cours, l’école est utilisée pour diverses activités de la communauté telles que le basket-ball, la natation et les classes de couture.

### Primaire
‘Winton Primary’ et ‘St Thomas Aquinas’ sont les 2 écoles primaires de la ville de Winton.

## Personnalités locales
- Minnie Dean (en), la seule femme jamais pendue en Nouvelle-Zélande, est enterrée dans le cimetière de Winton [4].
- David Hall (en), le joueur populaire du “Southland Rugby Union“ est né à Winton.